# Chaperiopsis chelata
Chaperiopsis chelata är en mossdjursart som beskrevs av Fernandez Pulpeiro och Reverter Gil 1998. Chaperiopsis chelata ingår i släktet Chaperiopsis och familjen Chaperiidae. Inga underarter finns listade i Catalogue of Life.